# Гренелеф (Флорида)
Гренелеф (англ. Grenelefe) — переписна місцевість (CDP) в США, в окрузі Полк штату Флорида. Населення — 2495 осіб (2020).

## Географія
Гренелеф розташований за координатами 28°2′57″ пн. ш. 81°32′51″ зх. д. / 28.04917° пн. ш. 81.54750° зх. д. (28.049109, -81.547466).  За даними Бюро перепису населення США в 2010 році переписна місцевість мала площу 11,24 км², з яких 10,43 км² — суходіл та 0,81 км² — водойми.

## Демографія
Згідно з переписом 2010 року, у переписній місцевості мешкали 1752 особи в 770 домогосподарствах у складі 524 родин. Густота населення становила 156 осіб/км².  Було 1399 помешкань (124/км²).
Расовий склад населення:
| - 85,8 % — білих - 9,2 % — чорних або афроамериканців - 1,0 % — азіатів - 0,1 % — вихідців з тихоокеанських островів - 2,9 % — осіб інших рас |

До двох чи більше рас належало 0,9 %. Частка іспаномовних становила 9,8 % від усіх жителів.
За віковим діапазоном населення розподілялося таким чином: 17,9 % — особи молодші 18 років, 56,0 % — особи у віці 18—64 років, 26,1 % — особи у віці 65 років та старші. Медіана віку мешканця становила 48,0 року. На 100 осіб жіночої статі у переписній місцевості припадало 95,1 чоловіків;  на 100 жінок у віці від 18 років та старших — 97,0 чоловіків також старших 18 років.
Середній дохід на одне домашнє господарство  становив 64 039 доларів США (медіана — 46 550), а середній дохід на одну сім'ю — 98 864 долари (медіана — 110 479). За межею бідності перебувало 6,0 % осіб, у тому числі 8,8 % дітей у віці до 18 років та 2,0 % осіб у віці 65 років та старших.
Цивільне працевлаштоване населення становило 949 осіб. Основні галузі зайнятості: освіта, охорона здоров'я та соціальна допомога — 45,6 %, інформація — 19,2 %, транспорт — 15,9 %.